# Xuân Trạch
Xuân Trạch là một xã thuộc huyện Bố Trạch, tỉnh Quảng Bình, Việt Nam.

## Địa lý
Xuân Trạch có vị trí địa lý:
- Phía đông giáp xã Phúc Trạch và xã Lâm Trạch
- Phía tây và phía bắc giáp huyện Tuyên Hoá
- Phía nam giáp xã Thượng Trạch.

Xã Xuân Trạch có diện tích 177,17 km², dân số năm 2019 là 4857 người, mật độ dân số đạt 33 người/km².

## Hành chính
Xã Xuân Trạch được chia thành 10 thôn: 1 Khe Gát, 2 Khe Gát, 3 Khe Gát, 4 Khe Gát, 5 Khe Gát, 6 Vĩnh Thủy, 7 Vĩnh Sơn, 8 Ngọn Rào, 9 Ngọn Rào, 10 Ngọn Rào.